# Kia EV6
Kia EV6 — електричний  кросовер, вироблений компанією Kia. Автомобіль дебютував 15 березня 2021 року.

## Опис

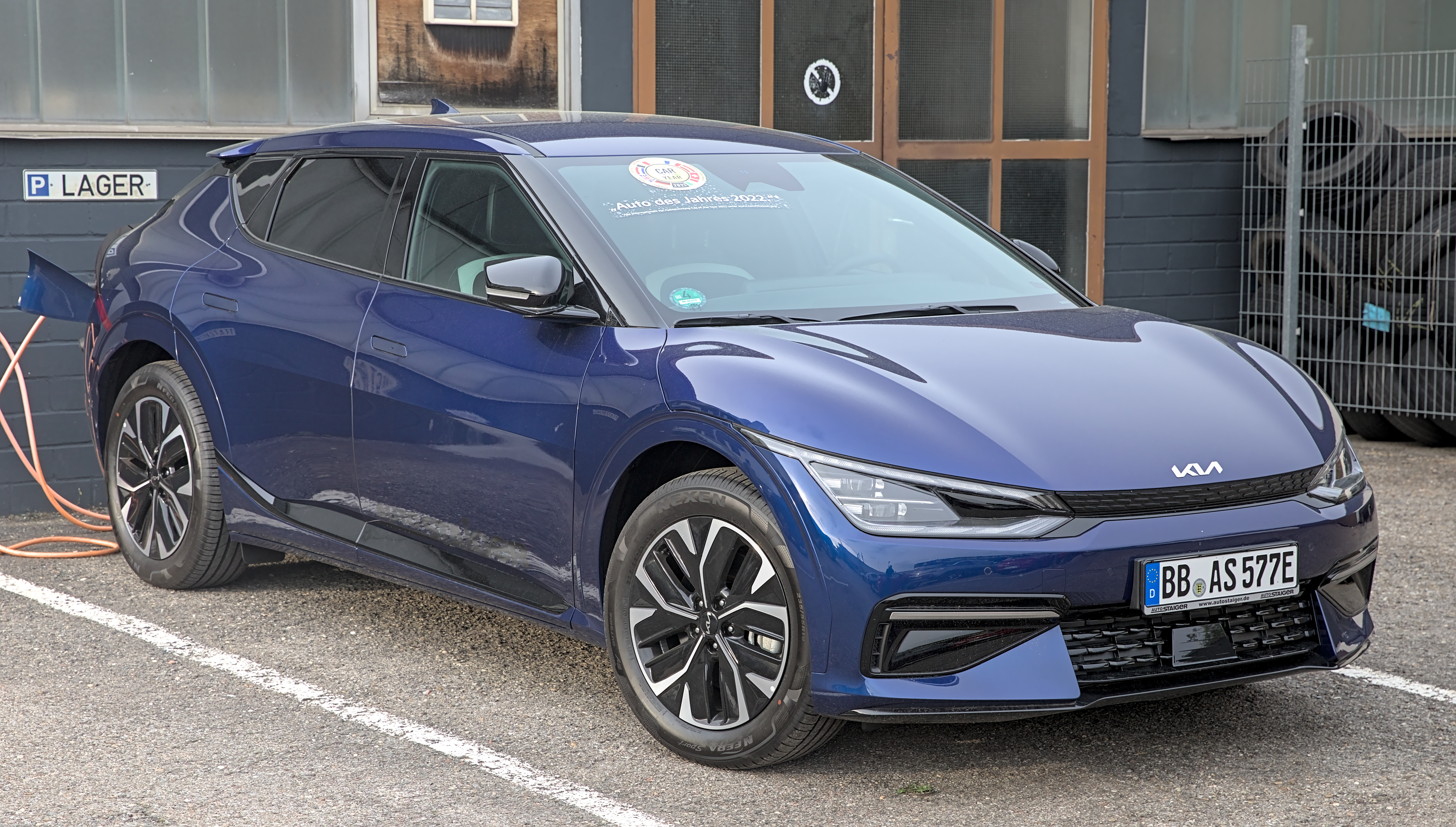
Kia EV6 GT-Line (2021–2024)

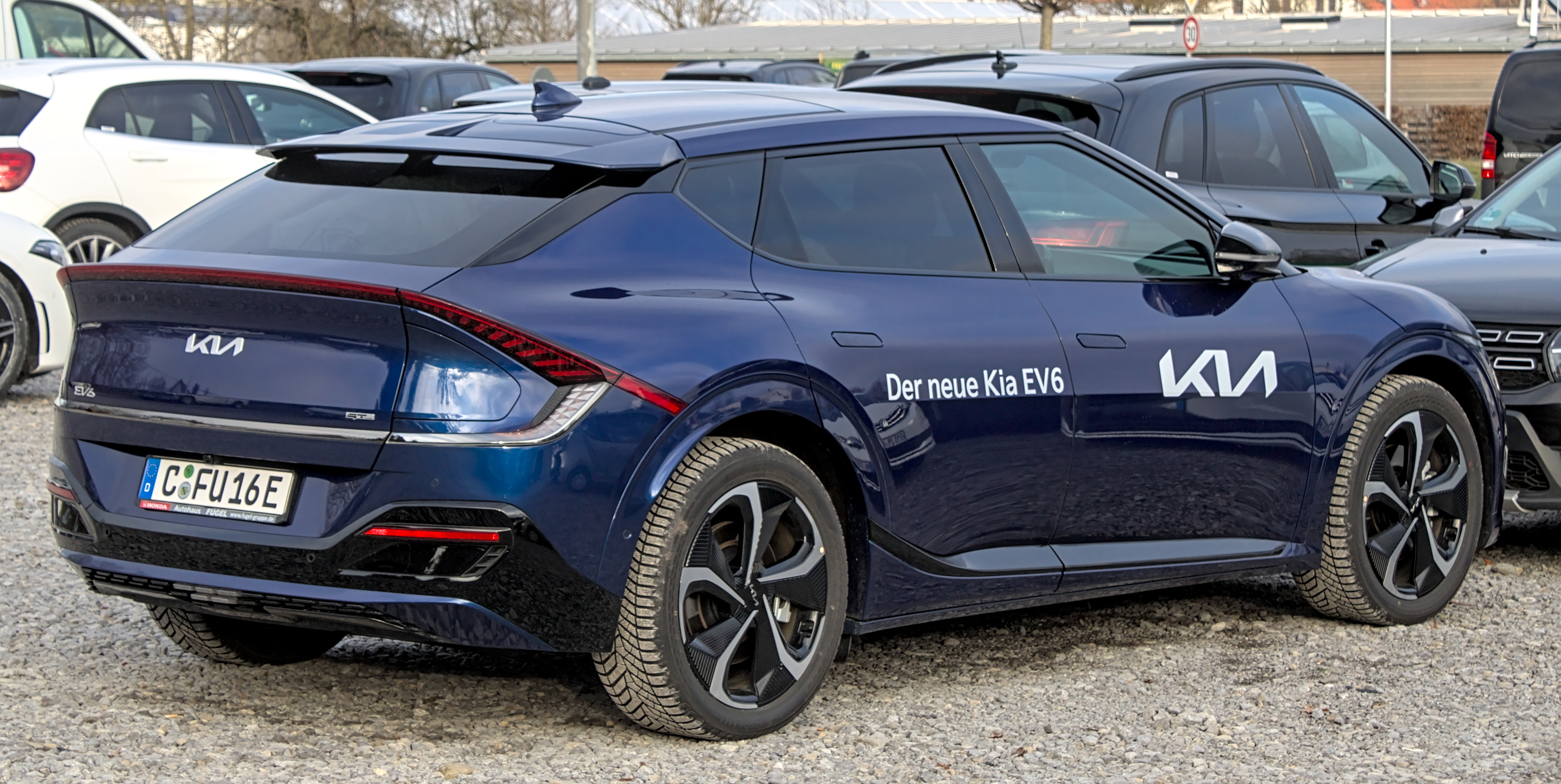
Kia EV6 GT-Line (2021–2024)

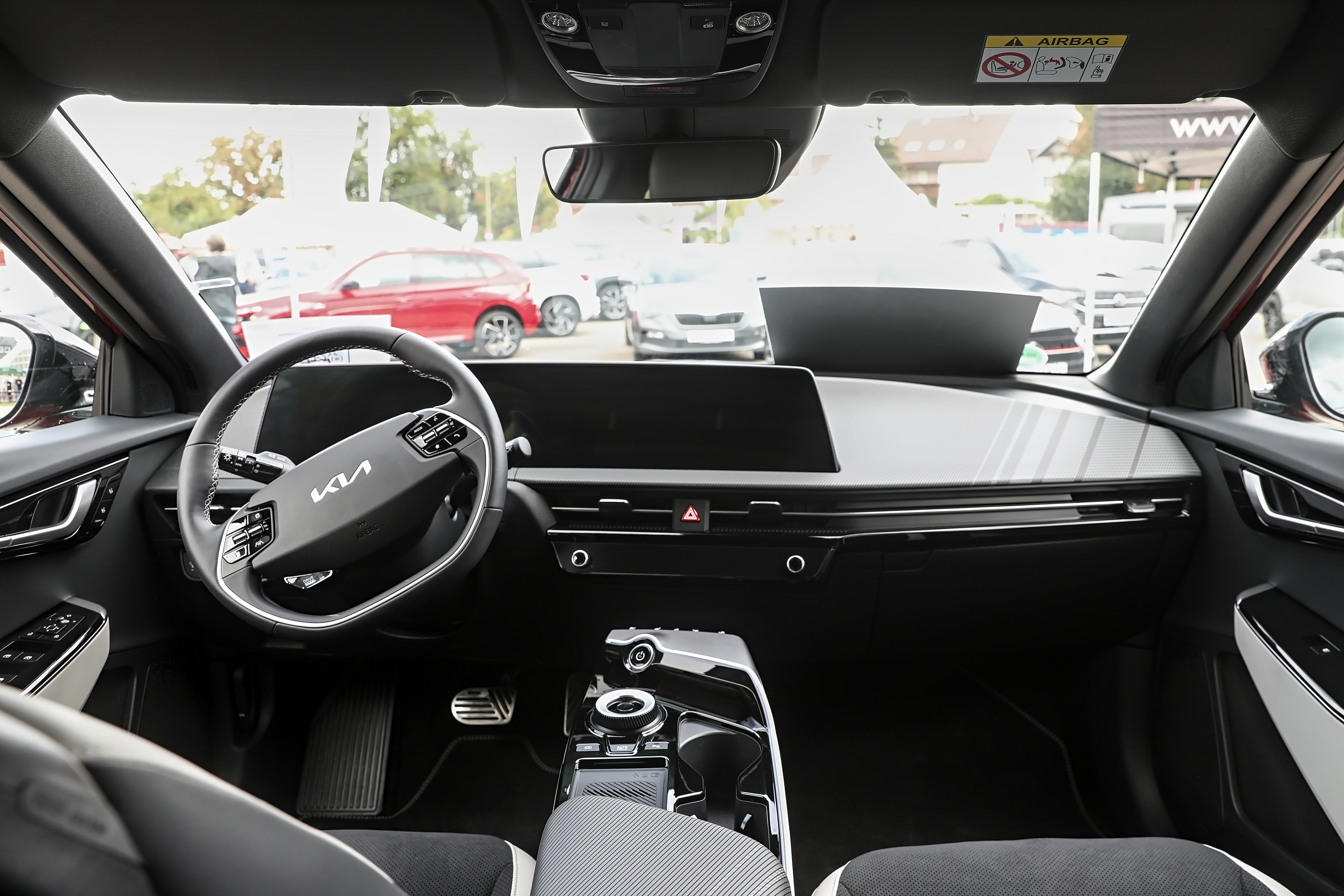

Автомобіль зібраний на модульній платформі E-GMP (Electric-Global Modular Platform), що й Hyundai Ioniq 5. У «базовій» комплектації запропонований електромотор на задній осі, але за доплату тягою будуть забезпечуватися всі колеса. Представлені чотири версії. Standard Range — це батарея місткістю 58 кВт·год і двигун 170 к. с. (350 Н·м). Повнопривідний варіант має двигун 235 к. с. (350 Н·м). Тип Long Range має акумулятор на 72,6 кВт·год. Електродвигун ззаду видає 218 к.·с. (350 Н·м), а повнопривідна модифікація розвиває 306 к. с. (605 Н·м). Ця модель розганяється до 100 км/год за 5,2 с, а максимальна швидкість складає 185 км/год.

### EV6 GT
З 4 жовтня 2022 року виготовляється спортивний варіант EV6 GT. Версія EV6 GT видає потужність 585 к. с., 740 Н·м, розганяється до 100 км/год за 3,5 с, а максимальна швидкість становить 260 км/год. 
Запас ходу EV6 GT складає 480 км.

### Рестайлінг 2024
Оновлений EV6 був представлений 14 травня 2024 року. Зміни включають нові світлодіодні фари та денні ходові вогні з кутовим дизайном, перероблену передню панель, новий дизайн легкосплавних дисків, оновлений інтер'єр з переробленим вигнутим панорамним екраном, нове кермо, нову систему автентифікації за відбитком пальця, яка дозволяє зареєстрованим водіям вмикати електропривод без ключа, оновлені технологічні функції та новий акумуляторний блок ємністю 84 кВт⋅год замінив акумулятор на 77,4 кВт⋅год. 

## Технічні характеристики
| Модель         | Батарея  | Привід | Потужність                                        | Крутний момент           | 0 – 100 км/год (офіційно) | Швидкість  |
| -------------- | -------- | ------ | ------------------------------------------------- | ------------------------ | ------------------------- | ---------- |
| Standard Range | 58 kWh   | 2WD    | 125 кВт (170 PS; 168 к. с.)                       | 350 Нм                   | 8.5 с                     | 185 км/год |
| Standard Range | 58 kWh   | 4WD    | 173 кВт (235 PS; 232 к. с.)                       | 350 Нм                   |                           | 185 км/год |
| Long Range     | 77.4 kWh | 2WD    | 168 кВт (228 PS; 225 к. с.) при 4,600–9,200 об/хв | 350 Нм при 0–2,600 об/хв | 7.3 с                     | 185 км/год |
| Long Range     | 77.4 kWh | 4WD    | 239 кВт (325 PS; 321 к. с.) при 6,800–9,200 об/хв | 605 Нм при 0–4,400 об/хв | 5.2 с                     | 185 км/год |
| GT             | 77.4 kWh | 4WD    | 430 кВт (585 PS; 577 к. с.) при 6,800–9,000 об/хв | 740 Нм при 0–4,200 об/хв | 3.5 с                     | 260 км/год |

## Продажі
| рік  | Європа | США    | Китай |
| ---- | ------ | ------ | ----- |
| 2021 | 7,941  |        |       |
| 2022 | 28,299 | 18,249 |       |
| 2023 |        | 17,630 |       |